# Markéta Sluková

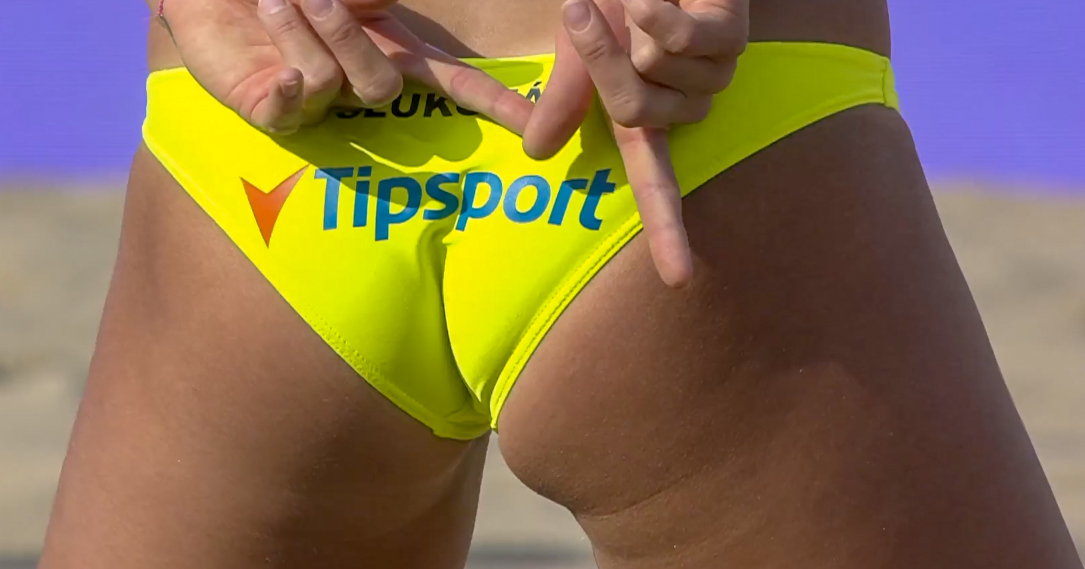
Markéta Sluková dà una linea di segnale di blocco durante il 2018 FIVB Beach Volley World Tour Finals

Markéta Sluková (Praga, 28 giugno 1988) è una giocatrice di beach volley ceca.

## Biografi
Ha vinto due medaglie nei campionati europei di beach volley, l'argento nel 2016 e il bronzo nel 2018. Ha partecipato a due giochi olimpici estivi, conquistando il 5º posto a Londra 2012 e il 17° a Rio de Janeiro 2016.
Partecipa al World tour di beach volley ed è stata nominata FIVB World Tour Top Rookie nel 2010. Oltre ad essere costantemente classificata tra le prime quindici squadre al mondo, i suoi risultati più importanti sono stati: il 5º posto alle Olimpiadi estive del 2012 a Londra (con Kristýna Kolocová), 3 medaglie d'oro FIVB Berlino Grand Slam 2014, Antalya Open 2015) e 1 medaglia FIVB in bronzo (Gstaad Grand Slam 2014). Ad agosto 2015 gioca con Barbora Hermannová e sono allenate da Simon Nausch.

## Palmarès

### FIVB World tour
- 2 podi ai Grand Slam: 1 oro (Berlino Grand Slam 2014), 1 bronzo (Gstaad Grand Slam 2014);
- 2 podi agli Open: 2 ori (Praga Open 2014; Antalya 2015)

### Europei
- Argento a Biel/Bienne 2016
- Bronzo a Paesi Bassi 2018